# Ali Bey al-Kabir

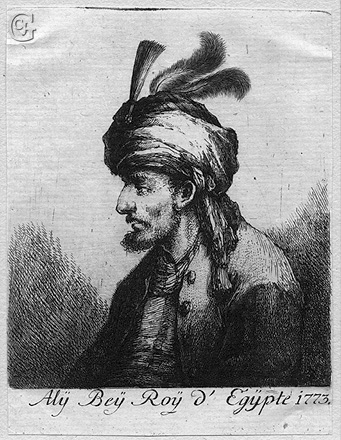
Ali Bey nach einer Zeichnung von Johann Andreas Benjamin Nothnagel aus dem Jahr 1773

Alī Bey Bulut Kapan (Alī Bey der Wolkenfänger), auch bekannt als Alī Bey al-Kabir (Alī Bey der Große) (* 1728 in Abchasien; † 8. Mai 1773 bei Kairo), war ein Mamluken-Führer in osmanischen Ägypten, der von 1769 bis 1772 gegen die osmanische Oberherrschaft rebellierte.

## Aufstieg
Ali Bey wurde 1728 im Kaukasus geboren und 1743 als Mamluk an Ibrahim Katchuda verschenkt, dem Führer des Mamluken-Haushalts (bayt) der Kazdughliyya und von 1744 bis 1754 Scheich al-Balad von Kairo (höchstes Amt im ägyptischen Beylikat). Nach seiner militärischen Ausbildung und Freilassung wurde Ali 1749 Bezirksgouverneur (kaschif). Für die Haddschsaison 1753/1754 wurde er zum Kommandanten der Pilgerkarawane (amir al-haddsch) ernannt. Aufgrund seiner Leistung bei der Abwehr von Beduinenangriffen erhielt er den Spitznamen Bulut Kapan. Im Anschluss wurde er zum Bey erhoben. Ali Bey schloss sich Abd al-Rahman Katchuda an, als dieser 1760 den seit 1757 als Scheich al-Balad amtierenden Ali Bey al-Ghazzawi stürzte. Zwar erhielt Ali Bey den Titel des Scheich al-Balad zuerkannt, die höchste Autorität wurde aber durch Abd al-Rahman ausgeübt. Ab 1763 begann Ali Bey seine Macht gegenüber rivalisierenden Mameluken und der osmanischen Zentralregierung auszubauen und zwang Abd al-Rahman 1765 ins Exil. 1766 wurde er vom osmanischen Gouverneur Ägyptens, Hamzah Pascha, durch Chalil Bey ersetzt und zog sich mit seiner Anhängerschaft nach Syrien zurück. 1767 vertrieb Ali Bey Chalil Bey aus Kairo und  wurde anschließend vom neuen osmanischen Gouverneur Mehmed Raqim Pascha als Scheich al-Balad wiedereingesetzt.

## Herrscher über Ägypten

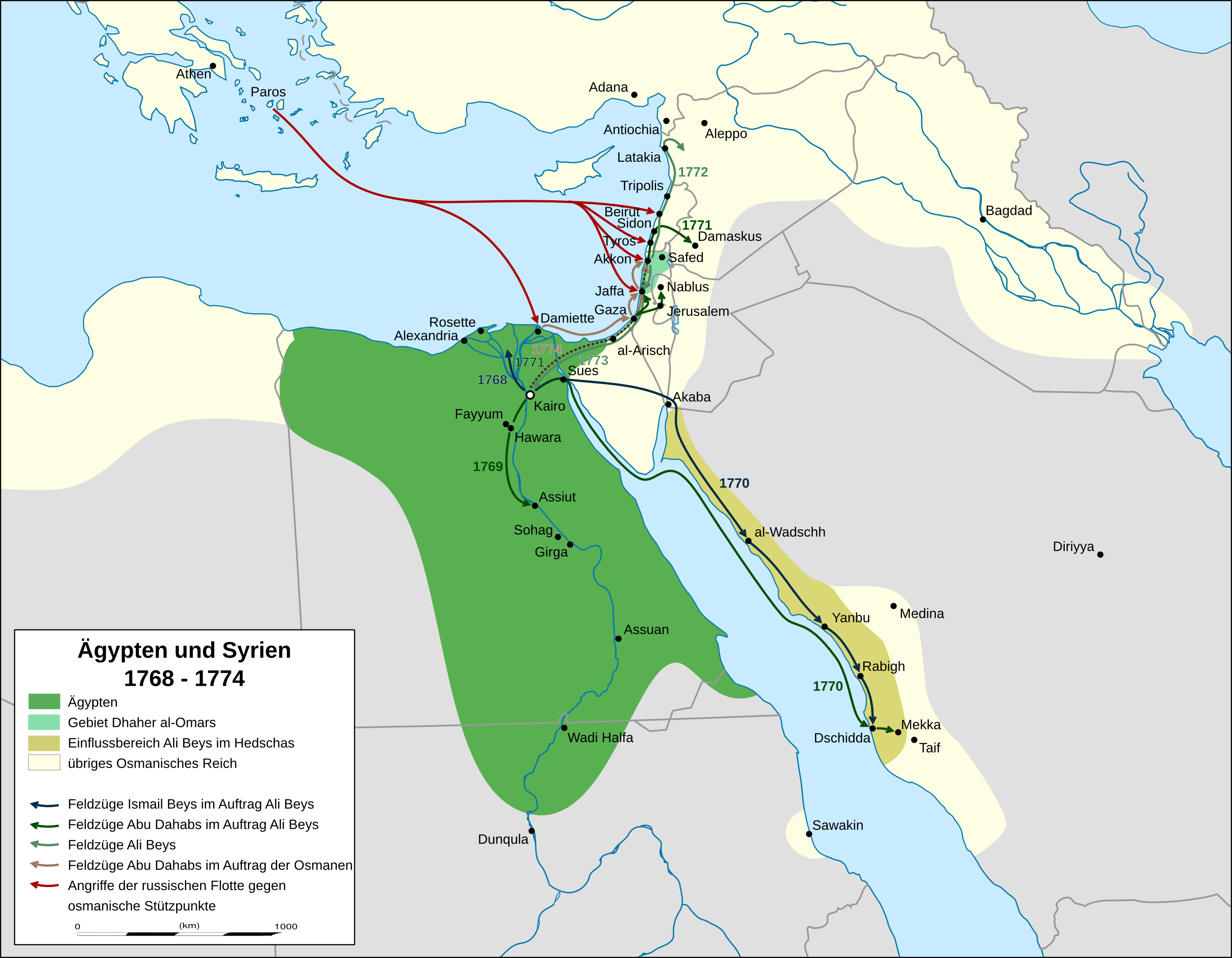
Ägypten und Syrien während der Feldzüge Ali Beys und Abu Dahabs

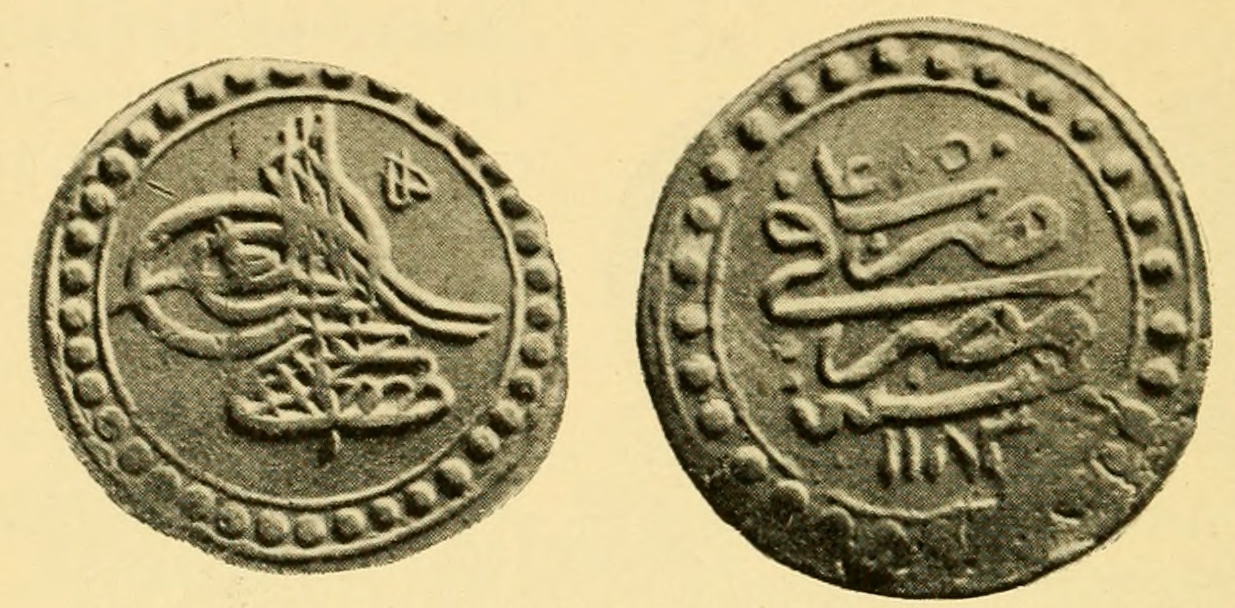
1769 durch Ali Bey geprägte Silbermünze. Die Vorderseite (links) zeigt die Tughra des osmanischen Sultans Mustafa III. Die Rückseite gibt neben den Prägeort ('geprägt in Ägypten') anstatt wie üblich das Jahr des Machtantritt des Sultans das Prägejahr nach islamischer Zeitrechnung an ('1183').

Zu Beginn des Russisch-Türkischen Krieges forderte die osmanisch-türkische Hohe Pforte von Ali Bey zunächst die Entsendung eines 12.000 Mann starken Hilfskorps. Gleichzeitig jedoch begann sie Alis Machtfülle ebenso zu fürchten wie die Möglichkeit, er könnte sich hinter ihrem Rücken mit Feinden des Reiches (Russland, Venedig, Emir Daher) verbünden und das Hilfskorps gegen sie einsetzen. Nachdem ein Versuch, ihn durch türkische Agenten erdolchen oder vergiften zu lassen, aufgedeckt worden war, hetzten türkische Agenten die in Oberägypten zwischen Assuan und Assiut siedelnden Hawwarah-Beduinen zur Revolte auf.
Nach der Befriedung des Landes durch die Unterwerfung der oberägyptischen Beduinen erklärte Ali Bey Ägypten 1768 oder 1769 für unabhängig und verwies den osmanischen Statthalter des Landes. Chronisten sagten Ali Bey nach, er habe fortan das zweieinhalb Jahrhunderte zuvor von den Türken eroberte Mamluken-Reichen wiedererrichten wollen. Im Mai 1770 ließ Ali Bey seinen Schwager (Ehemann von Alis Schwester Jahud) Muhammad Bey Abu Dahab gegen Mekka ziehen, um dort Abdullah bin Hussein als Emir von Mekka einzusetzen (1770–1773). Derweil wurde Hasan Bey al-Dschiddawi mit einer Flotte ausgesendet mit dem Auftrag Dschidda zu besetzen. Gleichzeitig hatte er Ismail Bey auf dem Landweg durch den Hedschas nach Dschidda ausgeschickt. Im August 1770 war der Feldzug erfolgreich beendet worden.
Sauveur Lusignan, Ali Beys Biograf und für einige Zeit dessen Begleiter, behauptet, dass Ali sich vom neuen Scherif von Mekka im Gegenzug für seine Unterstützung zum Sultan von Ägypten und der zwei Meere ausrufen ließ, was einer Unabhängigkeitserklärung vom Osmanischen Reich gleichgekommen wäre. Andere Berichte, die Istanbul in der damaligen Zeit erreichten, besagen, dass der Scherif von Mekka Ali Beys Namen in der Chutba erwähnte, was eine Anerkennung seiner Oberherrschaft über die heilige Stadt bedeuten würde, allerdings gibt es für diese Sachverhalte keine weiteren Belege.

## Feldzug nach Syrien

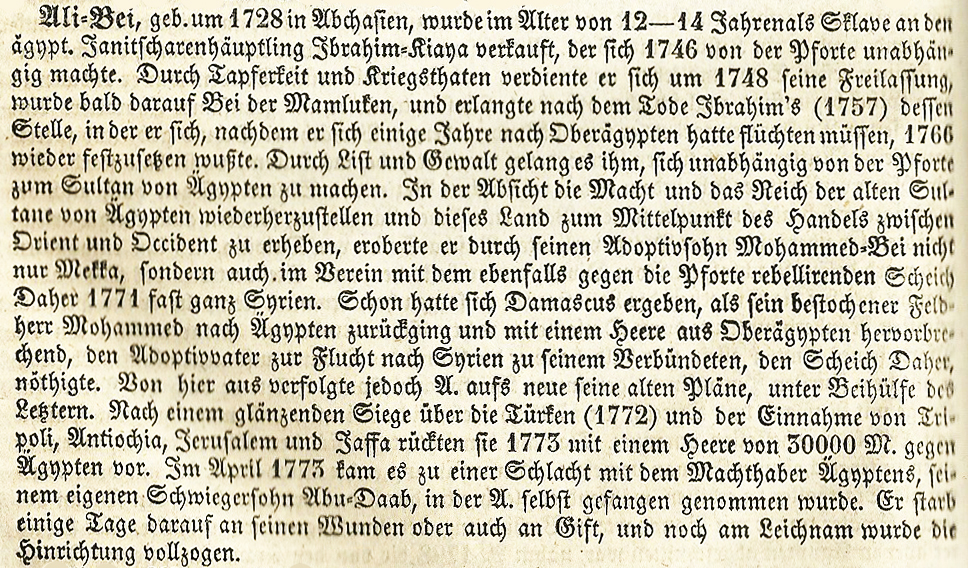
Ali Bei im Brockhaus von 1851, wo irrtümlich Adoptivsohn Mohammed Bei (Muhammad Bey) bzw. Schwiegersohn Abu Da(h)ab für verschiedene Personen gehalten werden

Während des Russisch-Türkischen Krieges verbündete sich Ali Bey mit dem schon seit langem gegen die Pforte rebellierenden palästinensischen Emir Daher und Russland. In Alis Auftrag eroberte Abu Dahab von Gaza, Jaffa und Akkon aus ab 1770 große Teile Palästinas, des Libanon und Syriens. Zwischenzeitlich mussten sich sogar Jerusalem und Damaskus unterwerfen.
In Damaskus jedoch traf Abu Dahab Geheimabsprachen mit den Osmanen, räumte die Stadt und zog stattdessen gegen Ägypten. Vergeblich versuchte Ali Bey, ihn nach Oberägypten zu verbannen. Verbündet mit oberägyptischen Beduinen, marschierte Abu Dahab gegen Kairo und konnte zahlreiche Mamluken zum Wechsel auf seine Seite bewegen. Der von Ali gegen Abu Dahab ausgesandte Ismail Bey unterwarf sich ebenfalls dem überlegenen Gegner. Ali Bey floh aus Kairo nach Akkon zu Dhaher al-Omar. In Syrien schlug er 1772 die Türken und eroberte Tyros, Sidon, Beirut, Tripolis und Antiocha bzw. Nablus, Ramla und nach längerer Belagerung schließlich auch Jaffa.
Auf seinem Feldzug zur Rückkehr nach Ägypten wurde Ali Bey im April 1773 bei aṣ-Ṣāliḥīja (nahe Kairo im Gouvernement asch-Scharqiyya) geschlagen, verwundet, gefangen genommen und erlag seinen Verletzungen. Noch an seinem Leichnam wurde die vom osmanischen Sultan befohlene Hinrichtung vollzogen. Entgegen den Anordnungen des Sultans schickte Abu Dahab jedoch Alis Kopf nicht nach Istanbul und befahl eine ordentliche Bestattung.

## Alawija
Nach Alis Tod wurde seine Mamluken-Fraktion, die Alawija, von Abd ar-Rahman Bey bzw. Ismail Bey geführt, von denen Ismail sich wiederum mit den Osmanen verbündete, woraufhin die Alawija 1778 von ihm abfiel. Alis Witwe, Sitt Nafisa, wurde gezwungen, Murad Bey zu heiraten, der sich schließlich zusammen mit Ibrahim Bey gegen Ismail Bey durchsetzte.

### Zeitgenössische Darstellungen
- ʿAbdarraḥmān al-Ǧabartī, Arnold Hottinger (Übersetzer): Bonaparte in Ägypten – Aus den Chroniken von ʿAbdarraḥmān al-Ǧabartī, Seiten 46–64. Piper, München 1989

### Überblicksliteratur
- Lothar Rathmann: Geschichte der Araber – Von den Anfängen bis zur Gegenwart, Band 2 (Die Araber im Kampf gegen osmanische Despotie und europäische Kolonialeroberung), Seite 306. Akademie-Verlag, Berlin 1975
- Barbara Kellner-Heinkele: Der arabische Osten unter osmanischer Herrschaft (1517-1800), Seite 342ff. In: Ulrich Haarmann (Hrsg.): Geschichte der arabischen Welt. Beck, München 1994
- Robin Leonard Bidwell: Dictionary of Modern Arab History, Seite 24f. London/New York 1998

### Wissenschaftliche Studien
- Daniel Crecelius: The Roots of Modern Egypt: A Study of the Regimes of `Ali Bey al-Kabir and Muhammad Bey Abu al-Dhahab, 1760-1775. Bibliotheca Islamica, Minneapolis & Chicago 1981.
- John Williams Livingston: The Rise of Shaykh al-Balad 'Alī Bey al-Kabīr: A Study in the Accuracy of the Chronicle of al-Jabartī. In: Bulletin of the School of Oriental and African Studies, University of London, Vol. 33, No. 2 (1970), pp. 283–294.
- John Williams Livingston: Ali Bey Al-Kabīr and the Mamluk Resurgence in Ottoman Egypt, 1760–1772. Ph.D. diss., Princeton University, 1968.
- Samuel Lachman: The coins struck by Ali Bey in Egypt. In:  Numismatic Circular Vol. 83, no. 5 (May, 1975), p. 198–201; Vol. 83, no. 9 (Sept., 1975), p. 336–338.
- P.M. Holt: The "Cloud Catcher": Ali Bey the Great of Egypt. In: History Today, IX (1959), S. 48–58.